# Bratislava (regio)
De Regio Bratislava (Slowaaks: Bratislavský samosprávny kraj (BSK) Hongaars: Pozsonyi kerület) is een bestuurlijke regio van Slowakije. De hoofdstad is de gelijknamige stad Bratislava. De regio bestaat uit de vijf districten van de stad Bratislava en de districten Malacky, Pezinok en Senec. Ze grenst aan de regio Trnava in het noorden en oosten, het Hongaarse comitaat Győr-Moson-Sopron in het zuiden en de Oostenrijkse deelstaten Burgenland en Neder-Oostenrijk in het westen en zuidwesten. Ze telt in totaal 719,537 inwoners waarvan circa een half miljoen in de hoofdstad wonen. De regio heeft een van de hoogste BBP's per hoofd van de bevolking in de Europese Unie.

## Bevolking

### Religie
De regio Bratislava heeft het hoogste aantal en aandeel personen zonder religieuze overtuiging in Slowakije: 286.730 van de 719.537 inwoners had geen religie (oftewel: 39,85% van de totale bevolking), variërend van 31,63% in Malacky tot 44,51% in Bratislava V. Desalniettemin was het Rooms-Katholicisme de grootste kerkgenootschap (306.703 leden, oftewel 42,63%), gevolgd door de Evangelische Kerk van de Augsburgse Confessie in Slowakije (29.615 leden; 4,12%), de Grieks-Katholieke Kerk (7.933 leden; 1,1%) en overige religies, die elk minder dan 0,5% van de bevolking uitmaken.

## Districten
| - Bratislava I - Bratislava II - Bratislava III - Bratislava IV - Bratislava V - Malacky - Pezinok - Senec |

Banská Bystrica · Bratislava · Košice · Nitra · Prešov · Trenčín · Trnava · Žilina
(Lijst van vlaggen van Slowaakse regio's)